# Santurtzi
Santurtzi (castellà Santurce) és un municipi de la província de Biscaia, País Basc, pertanyent a la comarca de Gran Bilbao. Està situat en la costa del Mar Cantàbric, al Marge Esquerre de la desembocadura de la Ria de Bilbao i als peus del mont Serantes (452 m, encara que tradicionalment ha constat 446 m). Limita al sud amb Ortuella, a l'est amb Portugalete i a l'oest amb Abanto-Zierbena.

## Geografia
Posseïx una orografia molt accidentada encara que, a excepció del Serantes (452 m) -un dels seus elements topogràfics més simbòlic-, no presenta grans altures, situant-se les més significatives en els contraforts del mateix Serantes: El Mallo (245m) i els Cuetos (123 i 106m). El seu relleu s'inscriu dintre del flanc nord del cridat anticlinal de Biscaia. És un relleu de tipus estructural corresponent a una sèrie de materials del cretaci (calcàries urgonienques) al llarg de Punta Estrella-Serantes suaument inclinats cap a la ria.

## Clima
El clima està sota la influència del clima oceànic humit. Les temperatures són suaus durant tot l'any, amb pluges més freqüents a la primavera i tardor, hiverns benignes i estius no excessivament calorosos. La temperatura mitjana a l'estiu és de 20 °C i de 8 °C a l'hivern.

## Topònim
Conta la tradició que l'actual Església de Sant Jordi, a Santurtzi, va anar originalment un monestir fundat per uns monjos d'origen anglès, que fugint de conflictes religiosos, van anar a recalar en la costa biscaïna, a la Vall de Somorrostro. Entorn d'aquest monestir sorgiria el poble de Santurtzi. El nom Santurtzi deriva de Sant Jordi, encara que modificat per l'origen anglès dels seus fundadors i segles en els quals el nom ha estat modelat per parlants bascoparlants i castellanoparlants.
El primer esment escrita d'aquest topònim data de 1075. En aquest document, escrit en llatí, s'esmenta al Monasterium Sant Georgis. Posteriorment, durant l'edat mitjana el nom seria transcrit de molt diverses formes Sant Jurdic (1249), Santurce (1333), Sant Yurdie, Sautuye, Santurtzi (1372). En el segle xv apareix esmentat com Sturse, Santurse i Santursi. Actualment existeixen dues formes de transcriure el nom; Santurce en castellà i Santurtzi en basc. El nom oficial del municipi ha sofert també diverses alteracions. En el segle xix es denominava oficialment Santurce, però en 1901 ell municipi es va dividir en dos. La part interior del mateix (zona minera) va passar a dir-se Santurce Ortuella per ser el nucli principal de població el barri miner d'Ortuella, que havia crescut fins a convertir-se en la principal població de Santurtzi. La part costanera, entorn del nucli de Santurtzi pròpiament dit, va passar a denominar-se oficialment Santurce Antic. La denominació oficial de Santurce Antic es va mantenir fins que en 1983 l'ajuntament euskaritzà el nom de la població i va passar a denominar-la oficialment Santurtzi. Aquesta denominació va ser publicada en el BOE en 1989.

## Personatges cèlebres
- Iosu Espósito (1960-1992): guitarrista del grup punk Eskorbuto.
- Jualma Suárez (1959-1992): baixista del grup de punk Eskorbuto
- José María Oriol Urquijo (1905-1985): enginyer, polític i empresari. Va donar el seu nom al Talgo.
- Anabel Alonso: actriu i presentadora de televisió, protagonista de 7 Vidas.
- Guillermo Gorostiza Paredes (1909-1966): futbolista internacional de l'Athletic Club de Bilbao i del València CF en les dècades de 1930 i 1940
- Francisco Pagazaurtundúa, Pagaza (1894-1958): futbolista internacional que va jugar a l'Arenas de Getxo, Atlètic de Madrid, Gimnástica de Torrelavega i Racing de Santander.
- Jesús María Sanz Iparraguirre (1953): cantautor de Bilbainadas, tricampéo d'aquest concurs, és l'únic que ha guanyat el concurs en tres ocasions.
- Ángel Simón: fundador de la companyia d'autocars "SIMON". Fa cinquanta anys va començar la seva activitat com conductor d'un autobús de segona mà i en l'actualitat està retirat després de forjar una de les empreses senyeres en el sector del transport.
- Currito: propietari ja mort del gloriós restaurant del mateix nom. Va dur el nom de Santurtzi fins al mateix Madrid on es troba altre establiment de la seva propietat.
- Silvia Intxaurrondo: presentadora de televisió.
- Tamara: Posteriorment Yurena i Ambar, controvertit personatge del món de l'espectacle i la faràndula.
- Andolin Eguzkitza: lingüística.

## Política
| Període     | Alcalde o alcaldessa            | Partit polític | Data de possessió | Observacions |
| ----------- | ------------------------------- | -------------- | ----------------- | ------------ |
| 1979–1983   | José Antonio Loidi Alcaraz      | EAJ-PNB        | 19/04/1979        | --           |
| 1983–1987   | José Miguel Darquistade Albizua | PSE-EE         | 28/05/1983        | --           |
| 1987–1991   | José Miguel Darquistade Albizua | PSE-EE         | 30/06/1987        | --           |
| 1991–1995   | José Miguel Darquistade Albizua | PSE-EE         | 15/06/1991        | --           |
| 1995–1999   | Francisco Javier Cruz Expósito  | PSE-EE         | 17/06/1995        | --           |
| 1999–2003   | Francisco Javier Cruz Expósito  | PSE-EE         | 03/07/1999        | --           |
| 2003–2007   | Francisco Javier Cruz Expósito  | PSE-EE         | 14/06/2003        | --           |
| 2007–2011   | Ricardo Ituarte Azpiazu         | EAJ-PNB        | 16/06/2007        | --           |
| 2011–2015   | Ricardo Ituarte Azpiazu         | EAJ-PNB        | 11/06/2011        | --           |
| 2015–2019   | Aintzane Urkijo Sagredo         | EAJ-PNB        | 13/06/2015        | --           |
| 2019-2023   | Aintzane Urkijo Sagredo         | EAJ-PNB        | 15/06/2019        | --           |
| Des de 2023 | Karmele Tubilla Artetxe         | EAJ-PNB        | 17/06/2023        | --           |

## Galeria fotogràfica

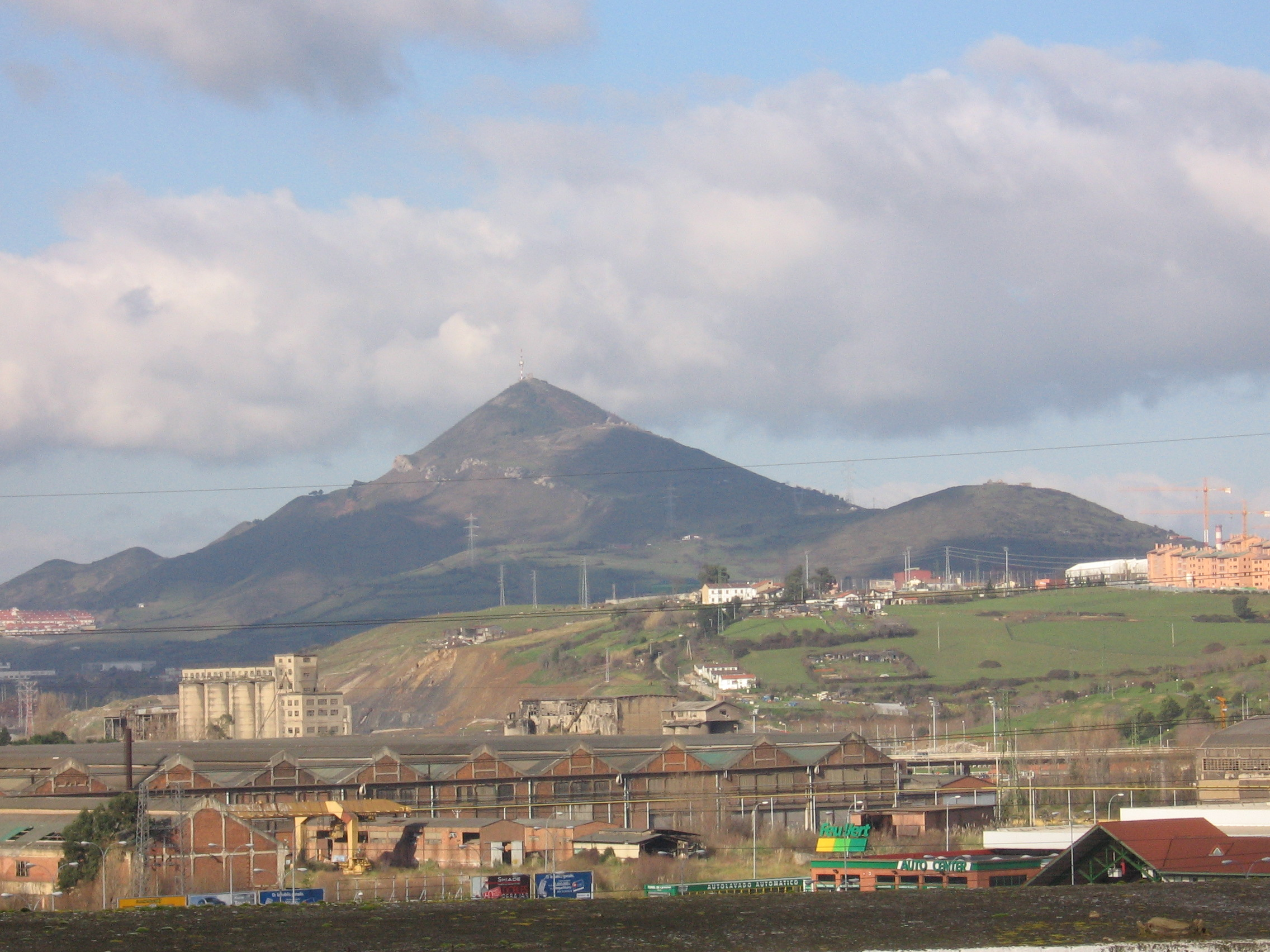
Mont Serantes (Santurtzi). Foto presa des de Barakaldo
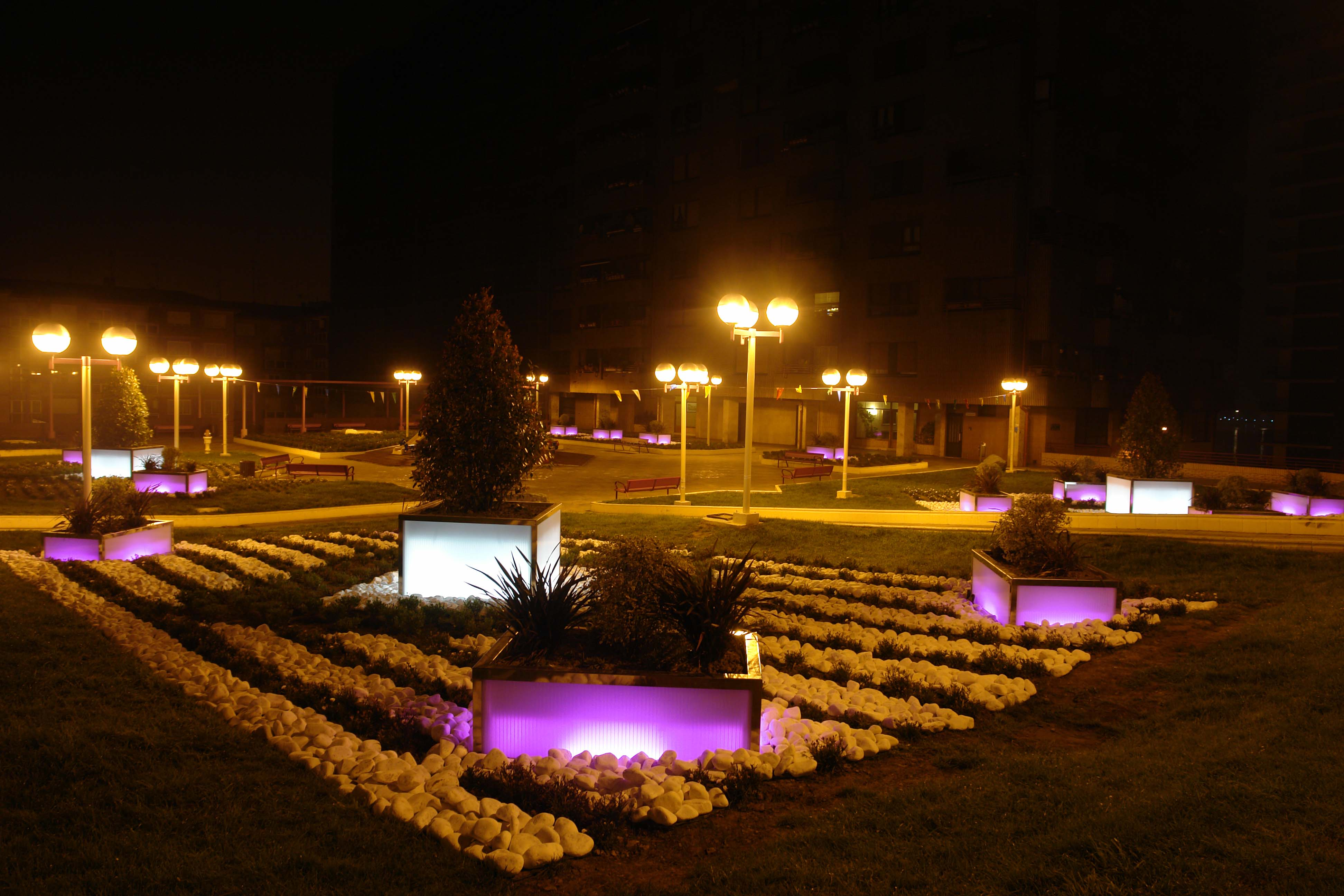
Plaça Señorío de Vizcaya. Redisseny de l'artista multidisciplinari Josu Barotin
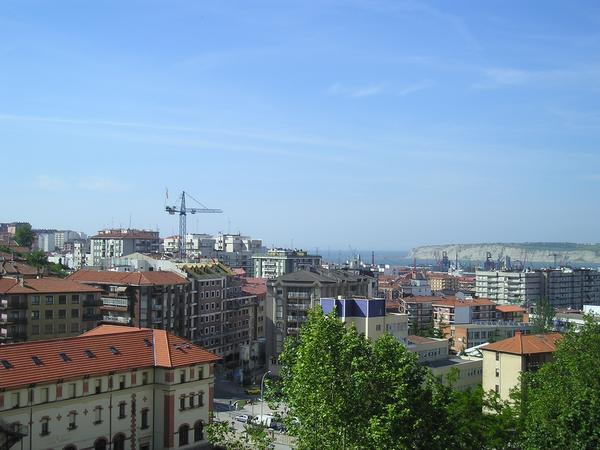
Vista des del mirador d'Antonio Alzaga, en primer pla el Patronat de Santa Eulalia
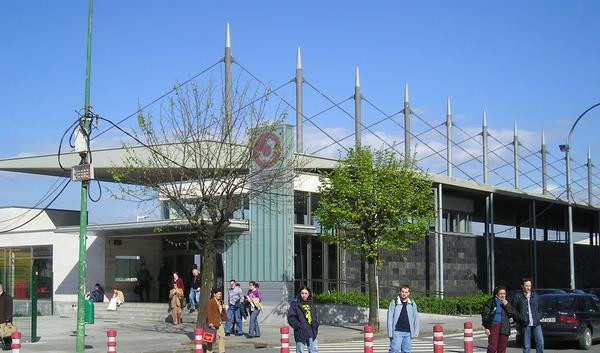
Estació de RENFE